# Jerzy Czerwiński (adwokat)
Jerzy Karol Czerwiński (ur. 30 czerwca 1904 w Warszawie, zm. 9 sierpnia 1944 w Auschwitz-Birkenau) – polski adwokat, działacz ONR i ONR „ABC”, porucznik rezerwy Wojska Polskiego, pracownik Delegatury Rządu na Kraj.

## Życiorys
Syn Konstantego i Anny ze Stankiewiczów, absolwent Gimnazjum im. Adama Mickiewicza w Warszawie (1922). W latach 1922–1926 odbył studia z zakresu prawa na Uniwersytecie Warszawskim, przez rok studiował również w Szkole Ligi Narodów w Genewie. Po zakończeniu nauki odbył aplikację i został wpisany na listę warszawskich adwokatów (1931). Specjalizował się w sprawach cywilnych, należał do Związku Adwokatów Polskich. W 1938 roku wybrano go sekretarzem Rady Adwokackiej. W 1940 zaprotestował wobec usunięcia przez Niemców adwokatów pochodzenia żydowskiego z warszawskiej listy prawników, za co sam został z niej wykreślony.
Współzałożyciel i prezes Korporacji Akademickiej „Sarmatia” (1925–1926), prezes Warszawskiego Koła Międzykorporacyjnego (1925–1926), referent prasowy Związku Polskich Korporacji Akademickich (1925), prezes tej organizacji (1927–1928), wiceprezes Związku Filistrów Korporacji Sarmatia (1931), członek wirylista Naczelnego Komitetu Akademickiego (1927–1929), członek Związku Akademickiego Młodzież Wszechpolska. Sygnatariusz Deklaracji ONR (14 kwietnia 1934), członek Komitetu Organizacyjnego tego ugrupowania. Po delegalizacji organizacji i odejściu z niej Bolesława Piaseckiego, zaangażował się w działalność ONR „ABC”.
W czasie służby wojskowej (1929–1930) odbył kurs szkoły podchorążych rezerwy. W 1932 roku został awansowany do stopnia podporucznika rezerwy, natomiast w marcu 1939 do stopnia porucznika. Przydzielono go również do 36 pp Legii Akademickiej. W trakcie wojny obronnej 1939 dowodził kompanią 36 pp w obronie Warszawy. Następnie działał w Delegaturze Rządu na Kraj. W marcu 1943 został aresztowany przez Gestapo i osadzony w więzieniu na Pawiaku. W kwietniu wywieziono go do Auschwitz-Birkenau, gdzie w roku następnym został rozstrzelany.
Był żonaty z Jadwigą (zmarłą w Auschwitz-Birkenau), miał syna Andrzeja.